# Vanessa Meisinger

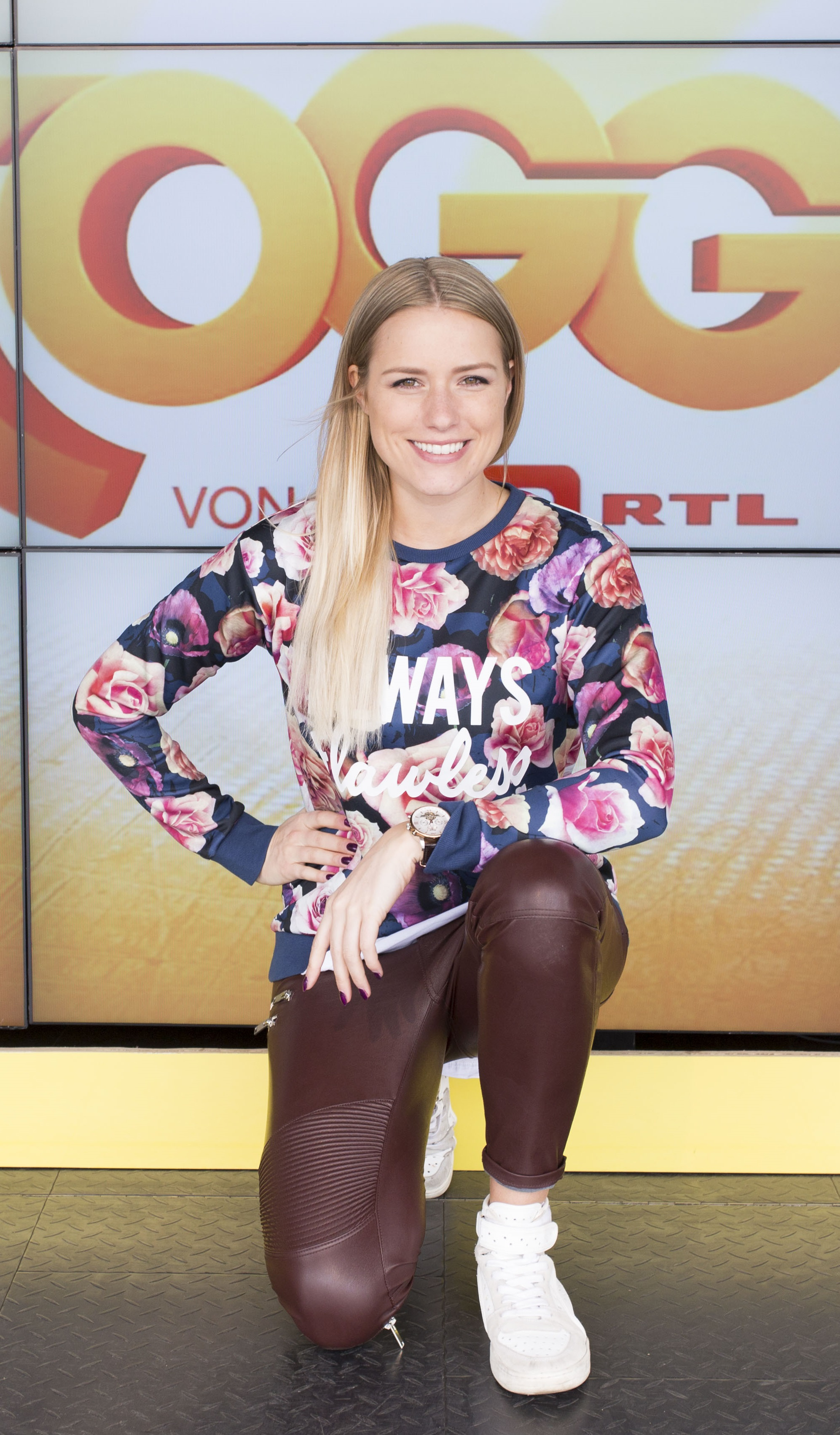
Vanessa Meisinger (2015)

Vanessa Meisinger (* 30. Juli 1991 in Nürnberg) ist eine deutsche Fernsehmoderatorin und ehemalige Popsängerin. Bekannt wurde sie als Mitglied der 2009 in der Fernsehsendung Popstars gecasteten Musikgruppe Some & Any, die sich 2010 auflöste.

## Leben
Meisinger fing in ihrer Grundschulzeit das Singen und Querflötespielen an. Mit 14 Jahren entdeckte sie ihre Leidenschaft für Streetdance. Meisinger besuchte die Realschule in Lauf und anschließend die Lothar-von-Faber-Fachoberschule in Nürnberg. Im Jahr 2008 hatte sie schon einmal bei einem Popstars-Casting teilgenommen, stieg jedoch im Recall aus, da ihr die weiteren Castings zu weit von ihrem Heimatort Lauf entfernt waren. 2009 bewarb sie sich erneut und schaffte es ins Duo Some & Any. Während der Zeit bei Popstars trat sie u. a. mit Rihanna, Leona Lewis, Kelly Clarkson und Keri Hilson auf.
2012 bis 2013 moderierte sie eine Modesendung beim Web-TV-Sender vimix.tv. Als Nina Moghaddams Nachfolgerin moderiert sie seit 2013 das Wissensmagazin WOW – Die Entdeckerzone. Meisinger moderiert zudem die Super-RTL-Sendungen Aaaah! – Das Achterbahnquiz und Voll Toggo – Das Quiz. Seit 2013 ist sie auch Moderatorin für die Super-RTL-live-Events Toggo Tour, Toggo Spaßtage und das Super RTL Sommerferienprogramm. Im November 2014 nahm Meisinger das erste Mal beim TV total Turmspringen in München teil und stellte im Mai 2015 ihre Sendung WOW – Die Entdeckerzone bei TV total vor. Für die ProSieben-Fernsehsendung Galileo war sie im Juni 2015 das erste Mal als Reporterin im Einsatz und auch live im Studio zu Gast. Meisinger konzentriert sich ausschließlich auf die Moderation und ist nicht mehr als Sängerin aktiv.
2019 moderierte sie bei RTL und TVNOW das Reality-Format Paradise Hotel.
Sie ist Mutter einer Tochter (* 2020) und eines Sohnes (* 2023).

## Trivia
Meisinger ist Anhängerin des 1. FC Nürnberg.